# Martinet du Nyanza
Apus niansae
Espèce
Statut de conservation UICN

 LC  : Préoccupation mineure
Le Martinet du Nyanza (Apus niansae) est une espèce d'oiseau appartenant à la famille des apodidés.

## Répartition et sous-espèces
Cet oiseau est réparti en deux sous-espèces :
- Apus niansae niansae (Reichenow, 1887) — Éthiopie et Érythrée ; Kenya, Ouganda et Tanzanie
- Apus niansae somalicus (Clarke, 1919) — nord de la Somalie